# Секретная миссия (фильм)
«Секретная миссия» — советский чёрно-белый кинофильм, снятый в 1950 году и восстановленный в 1969 году.

## Сюжет
1945 год, Германия. Накануне крушения рейха гитлеровцы ведут тайные переговоры с англо-американцами о капитуляции немецких войск на Западе. Советские разведчики делают всё возможное, чтобы разоблачить и сорвать эти переговоры.

## В ролях
- Елена Кузьмина — Марта Ширке, она же Маша Глухова, советская разведчица
- Михаил Высоцкий — Уинстон Черчилль
- Николай Комиссаров — сенатор Аллан
- Сергей Вечеслов — сотрудник американской разведывательной службы Гарви
- Александр Антонов — генерал Шитте
- Владимир Гардин — Диллон
- Николай Рыбников — Вандеркорн
- Георгий Георгиу — Берг
- Василий Макаров — Алексей Дементьев, он же Курт Юниус
- Алексей Грибов — Петр Васильевич, генерал советской разведки
- Александр Чебан — генерал советской разведки
- Владимир Ренин — генерал-фельдмаршал Рундштедт (нет в титрах)
- Василий Бокарев — генерал-полковник
- Николай Тимофеев — американский лётчик
- Владимир Савельев — Гитлер
- Пётр Берёзов — Гиммлер
- Владимир Белокуров — Борман
- Александр Пелевин — Шелленберг
- Марк Перцовский — Кальтенбруннер
- Павел Гайдебуров — Роджерс
- Александр Хохлов — Крупп
- Лев Фенин — Люнес, камердинер Круппа
- Николай Светловидов — немецкий резидент
- Иван Соловьёв — немецкий резидент
- Георгий Бударов — немецкий резидент (нет в титрах)
- Михаил Яншин — Шульц, немецкий промышленник
- Владимир Готовцев — немецкий промышленник
- Борис Петкер — немецкий промышленник
- Николай Свободин — немецкий промышленник
- Николай Трофимов
- Евгений Моргунов
- Владимир Соловьёв

## Съёмочная группа
- Авторы сценария Константин Исаев и Михаил Маклярский
- Режиссёр: Михаил Ромм
- Операторы: Борис Волчек и Николай Ренков (комбинированные съёмки)
- Художники: Абрам Фрейдин, Пётр Киселёв
- Художник по костюму: Валентин Перелётов
- Композитор: Арам Хачатурян
- Звукорежиссёр: Валерий Попов

## Награды
- Сталинская премия первой степени (1951) — удостоены Михаил Ромм, Константин Исаев, Исидор Маклярский, Елена Кузьмина, Николай Комиссаров, Сергей Вечеслов, Марк Перцовский, Борис Волчек